# Mario Calvit
Mario Francisco Calvit Bermúdez, conocido como Mario Calvit (Nicaragua, 29 de enero de 1933-23 de septiembre de 2021) fue un pintor panameño.

## Vida
Curso su formación secundaria y la completo en la escuela de Artes Plásticas de Panamá. Fue una figura prometedora de las artes plásticas panameñas en el siglo XX, logrando por su trayectoria ser considerado un Maestro del arte nacional. Con más de cincuenta años dedicados a su profesión.
La escultura y la pintura han sido sus fuertes; sus obras reflejan  sensibilidad por la naturaleza y por la condición humana. Expresa con determinación sus temas que van desde paisajes marinos, caballos salvajes, y las figuras humanas. En sus pinturas hay una capacidad mágica, así como elementos visuales que se hacen evidentes en las alusiones al paisaje, el que le sirve de tema en algunos de sus cuadros, paisajes que él crea y recrea a su manera, hasta llegar hasta una Semi-abstracción, donde pone de manifiesto un arte cuya técnica tiene como finalidad alcanzar la belleza. Sus paisajes invitan a la meditación sin objetivo fijo, a divagar en el espacio interior, a pensar en figuras y objetos que hacen sentir la desolación del hombre y la contradictoria condición humana.  Su trabajo en general está saturado de una fuerte sensualidad, y es esa misma sensualidad lo que conduce a hacer diligencias para descubrir en forma profunda, el valor intelectual y los valores estéticos de lo que pretende resolver una vez agarra el pincel, su sello inconfundible.
Formaba parte de un grupo de artistas, panameños como: Manuel Chong Neto, Alfredo Sinclair, Alberto Dutari, Antonio Alvarado, Julio Zachrisson, todos forman parte de su mundo bohemio, cuyos ideales eran el amor al arte panameño a través de un arte original.
Realizó Sus primeras exposiciones en 1955, cuando los recursos eras muy limitados, pero los obstáculos lo impulsaron a tener una carrera ascendente y polifacética. Su naturaleza como pintor es la espontaneidad trabajando con el acrílico, pero al pasar de los años sus actividades plásticas se expandieron, incursionando en la escultura, por los años 70, comenzó a realizar esculturas en metales de acero y Bronce, para la época era algo muy novedoso.
Fue director del departamento de artes plásticas del Instituto Nacional de Cultura e hizo una intensa labor promocionando el arte plástico nacional. Este Panameño ha contribuido a la ilustración de obras literarias donde ha estampado sus firmas con grandes autores literarios, ilustrando los libros de José de Jesús Martínez, Pedro Rivera, Moravia Ochoa, Justo Arroyo, Griselda López, Víctor Ávila, Dimas Lidio Pitty y Ernesto Endara. Calvit produce una serie de dibujos impresos en litografía, para una carpeta de poemas del Poeta Ramón Oviero. También para la revista Lotería y temas de nuestra América, del grupo experimental del cine universitario, ilustra volumen de colección en la Biblioteca de la Nacionalidad en 1999.  Es ilustrador infantil para obras de Berna Calvit y Víctor Franceschi. Ilustró, el Homenaje a la Poesía por el Partido Revolucionario Democrático, Para celebrar la medalla Gabriela Mistral que otorgó el Gobierno de Chile al Poeta Manuel Orestes Nieto. Fue invitado por el Hospital del Niño a la confección de la Medalla “José Renán Esquivel”

## Distinciones
- Ganador de uno de los premios mas importante de Panamá (premio Ricardo Miró , 1957)
- Distinción de sus majestades los Reyes de España (1977)
- Escultura “Ave Cayendo al Mar” Exposición permanente en el Museo de arte Contemporáneo de Panamá (1981)
- Homenaje, Plástica Contemporánea de Panamá, en Conmemoración del Congreso Universal del Canal de Panamá (1987)
- Premio mejor pintor del año, Universidad de las artes GANEXA
- Recibe distinción como Socio Honorario de la Asociación Panameña de Artistas Plásticos de Panamá  (2001)
- Distinción, Anita Villalaz, Valores Perennes en el museo del Canal Interoceánico (2018)

## Exposiciones
Desde los años 50 sus obras han sido exhibidas en exposiciones de arte individuales y colectivas. 
- Exposición en la Asamblea Nacional de Panamá, 1955.
- Exposición en la Asociación Panameña Norteamericana, 1956.
- Exposición en la Universidad de Panamá, 1956.
- Exposición individual en el Museo Nacional de Panamá, 1960.
- Exposición colectiva en el Museo Nacional de Panamá, 1961.
- Exposición colectiva en las Ruinas del Arco Chato de Santo .Domingo, 1961.
- Exposición de Escuela de Bellas artes- Ministerio de Educación 1961.
- Bienal de Sao Paulo, Brasil, 1961.
- Exposición en Galería de Arte Arlequín, San José, Costa Rica, 1961.
- Exposición en Galería de la Biblioteca de Luis Ángel Arango, Colombia, 1961.
- Exposición en la Galería Dexa, Universidad de Panamá, 1961.
- Exposición individual de (Pintura, Escultura y dibujos) en  Instituto Panameño de Arte, 1972.
- Exposición colectiva por varios países en Europa, 1972.
- Exposición colectiva en Casa de las Américas, La Habana con grandes figuras como Roda, Alcántara y Wilfredo Lam, 1972.
- Exposición Biblioteca Nacional, 8 Pintores Panameños, 1973.
- Exposición Biblioteca Luis Ángel Arango, Banco de la República de Colombia, “Artistas Panameños”, 1973.
- Exposición Universidad de Panamá, DEXA, sección de Artes Plásticas, “Proceso de la Escultura Panameña”, 1973.
- Exposición Instituto Nacional de Cultura, 12 Pintores Panameños, 1976.
- Exposición del Congreso de la Vivienda en Panamá, 1979.
- Exposición Banco Nacional de Panamá, Palacio Justo Arosemena, “Exposición Soberanía”, 40 Artistas Panameños, 1974.
- Exposición de Sociedad de Esposas de Abogados de Centroamérica y Panamá (FEACAP), 1980.
- Exposición Colectiva, “5 Maestros”, para inauguración de la Galería de Arte 80, Panamá, 1980.
- Exposición Colectiva “Carnavales de Panamá”, Galería de Arte 80, 1981.
- Exposición Museo de Arte Contemporáneo, MAC, Inauguración “Al Fin Museo”, 1981.
- Exposición Museo de Arte Contemporáneo, “Arte Erótico”, 1981.
- Exposición en Galería Etcétera (Fábulas y Paisajes), 1982.
- Exposición en la Galería de Arte OL, 1982.
- Exposición de la Pinacoteca, Club Unión, 1982.
- Exposición Galería de Arte Chase Manhattan Bank, “Variedad 82”, 1982.
- Exposición Pictórica, TVN Televisora Nacional, Primitivos Haitianos, 1983.
- Litografía, serie de dibujos para carpeta con el laureado Poeta Ramón Oviero, (100 ejemplares), 1983.
- Exposición, Club Unión de Panamá, “Evolución de la Pintura Panameña”, 1985.
- Exposición en Galería Imagen, Calvit y Ginella Calvit (Trazos y Horizontes) 1989.
- Exposición, Galería Imagen, “Grandes Maestros de la Pintura Panameña”, 1990.
- Exhibición en el Museo de la Nación, Lima, Perú, 1992.
- Exhibición en el Museum of Natural History, Nueva York, 1992.
- Exhibición en el Palacio de Gaviria, Madrid, España, 1992.
- Exhibición en el Galerie Borjeson, Malmo, Suecia.
- Expuso en el Ibero American Fine Arts Salon, Washington D.C.,  1995.
- Exposición en Galería Imagen, (Obras recientes- Mario Calvit),  1996.
- Exposición y colección permanente en Museo de Arte Contemporáneo de Panamá. Pintura y escultura titulada “Ave Cayendo al Mar“, 1996.
- Exposición en la Casa de la Cultura de Antón (Parajes Caminados), 1997.
- Galería de Arte Dexa “Propuestas de Mario Calvit”, 1997.
- Exhibición, Sala de Arte Latinoamericano, La Dama Dorada, “Tierra firme”, 1997.
- Exposición Prada Gallery, “A tribute to roots”, Washington, D.C.
- Exposición “Colección Pictórica del Banco Nacional”, 1999.
- Exposición, Festival de Arte en Citibank, Casco Antiguo, 1999.
- Retrospectiva Museo de Arte Contemporáneo “Los 50 años del maestro Mario Calvit”, 2000.
- Exposición Galería Habitante, “Los nuevos Entornos”, 2003.
- Exposición Galería Habitante “Nuevos Espacios” Panamá  2006.
- Exposición colectiva, Addison House, “Equinos”, 2006.
- Exposición colectiva en la inauguración, Arlene Lachman Galería, 2006.
- Exposición Homenaje a Mario Calvit y Alberto Dutary, dos grandes maestros, Arlene Lachman Galería, 2009.
- Exposición - Artegma exhibe obras del pintor Mario Calvit, 2011.[6]
- Exposición “El Maestro Calvit en Chiriquí”, Fundación para las Artes Montilla e Hijos, 2011.
- Exposición “Guatebella”, IX Feria FILGUA, XVI Feria FILCEN Fundación para las Artes Montilla e hijos. 2012.
- Exposición Museo de Arte Contemporáneo, “Inéditos” 2014.
- Exposición “Rostrum”, Universidad Latina de Panamá, Fundación para las Artes Montilla e Hijos, 2014.
- Exposición, Galería Pataro, “Noche de Arte”, 2015.
- Exposición Semana de la América Latina y el Caribe (UNESCO), Paris, Francia, 2017.
- Exposición “Ego Sum”, Congreso Nacional de Afrodescendientes, Universidad Autónoma de Chiriquí, Fundación para la Artes Montilla e Hijos, 2017.
- Exposición en honor al maestro Mario Calvit, organizada por la Fundación de Arte Panamá, en el TBWA Panamá, 2018.
- Exposición “Doce Maestros de la Plástica Panameña”, Universidad de Panamá, Biblioteca Rodolfo Alemán, Fundación de las Artes Montilla e Hijos, 2018.
- Exposición "Homenaje al Artista Plástico" - Obra en exposición: Rostro 2009, técnica Acrílico/Papel.  Panamá, 2020[7]

## Pinturas y Esculturas-obras

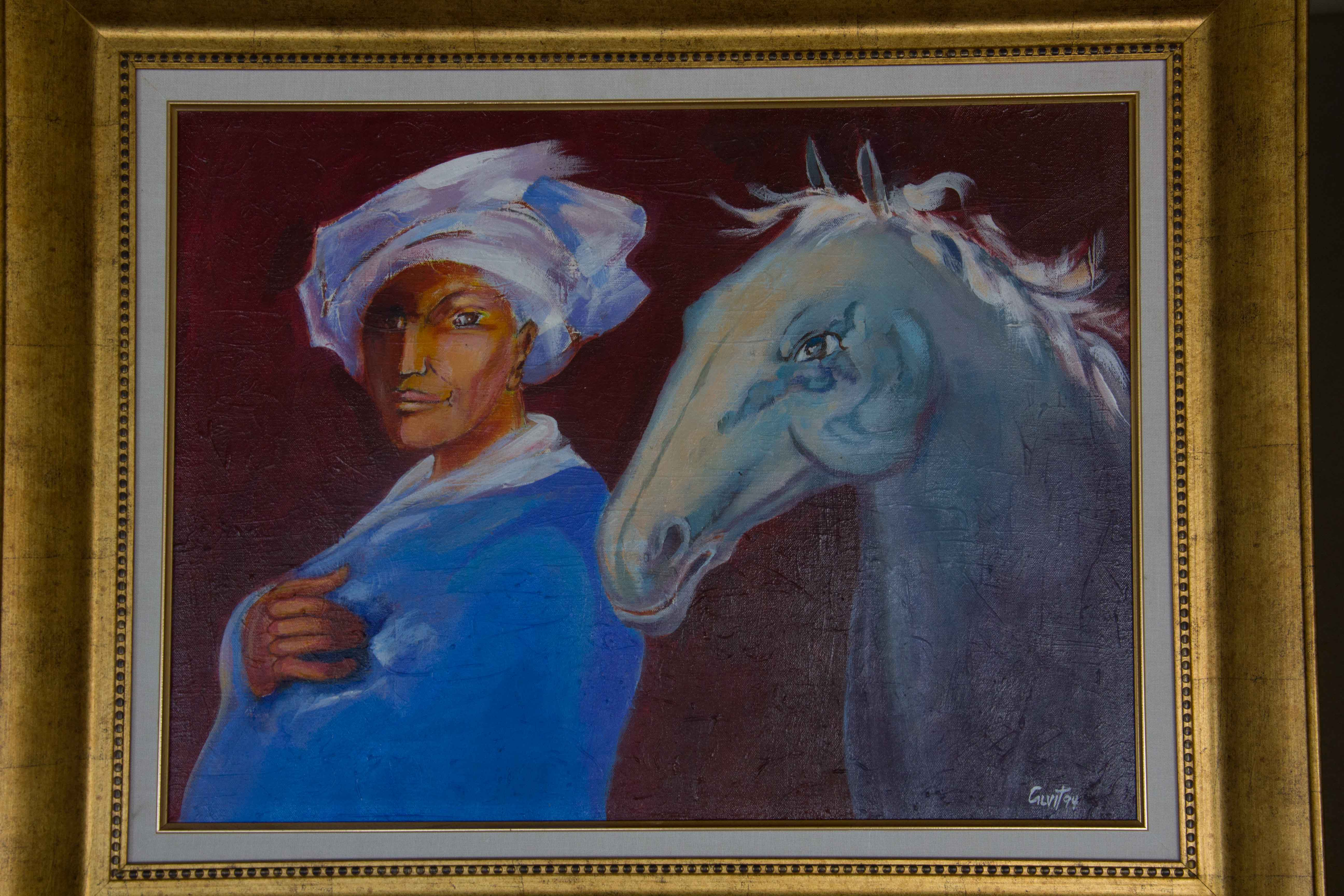
Moro y Corcel
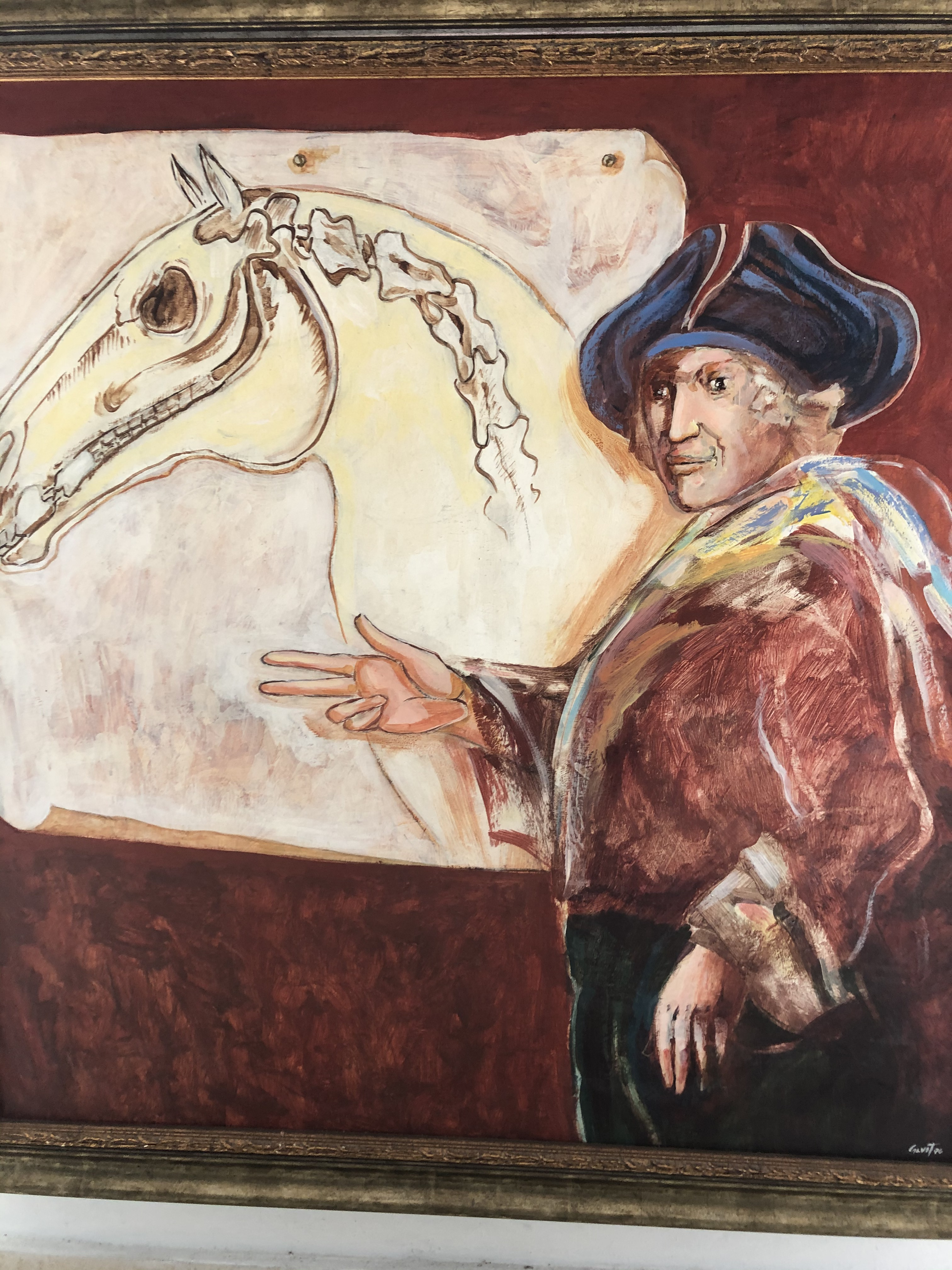
Profesor de Anatomía Equina
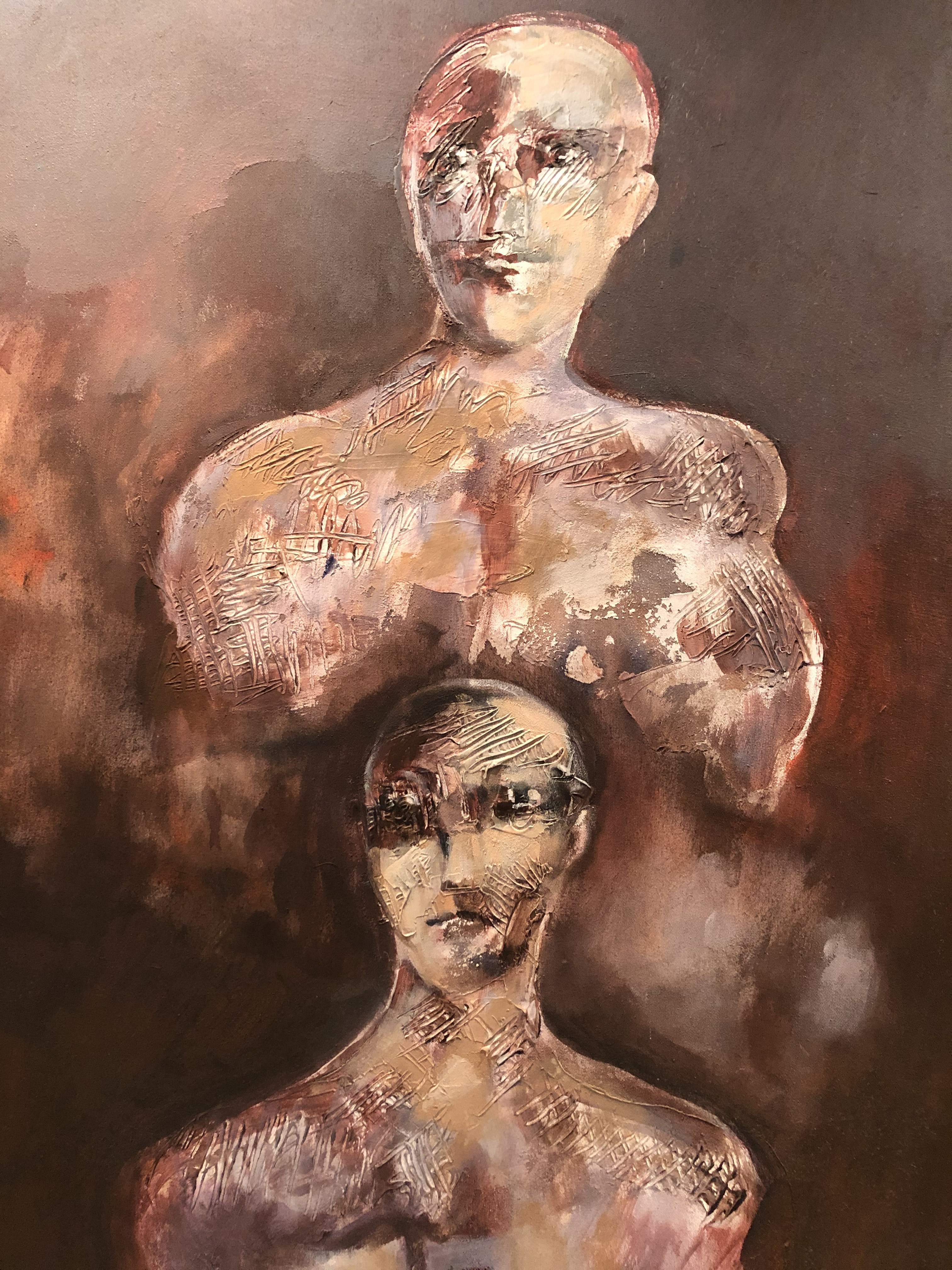
Doble Torso
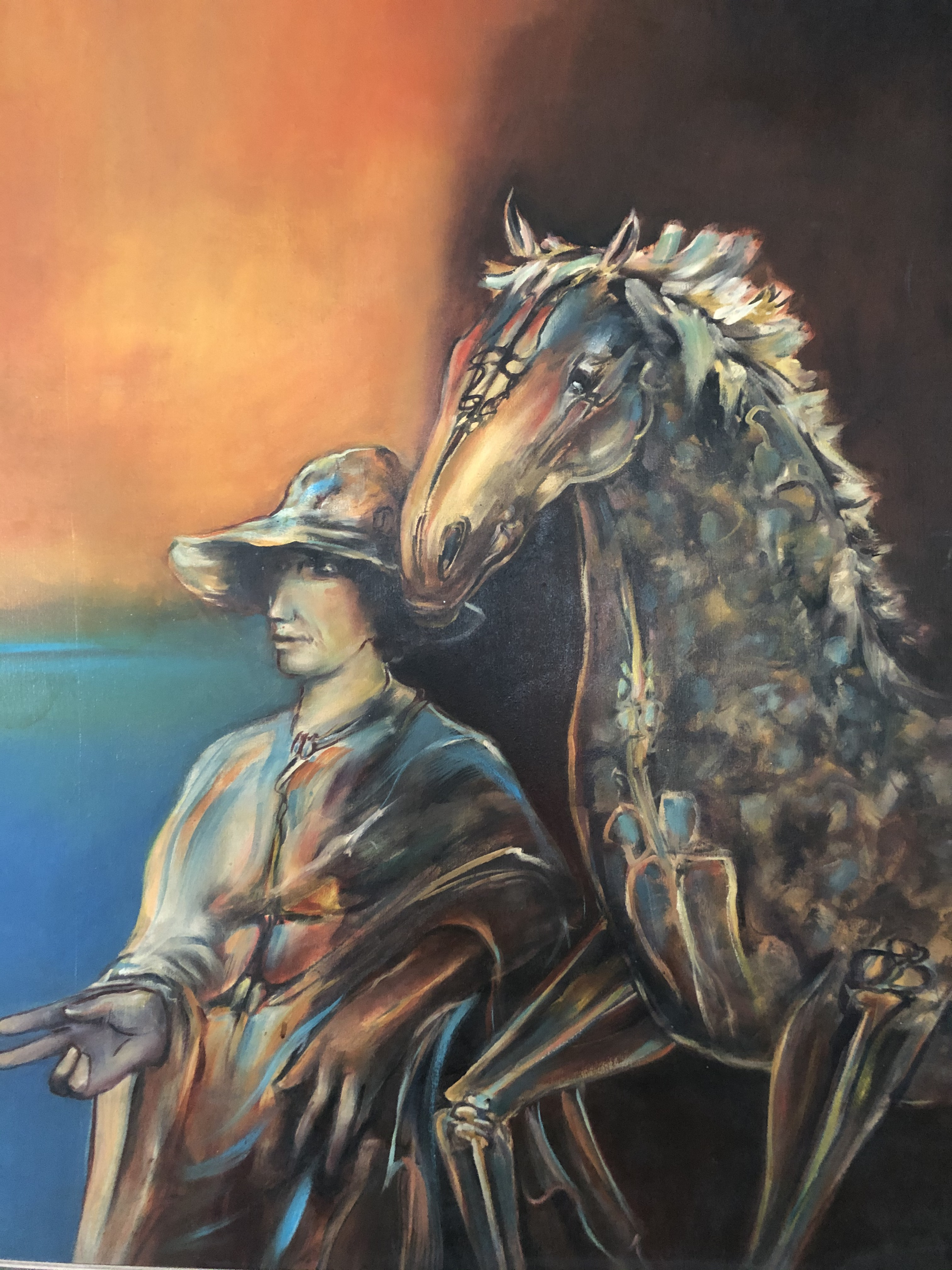
Caminante y Corsel
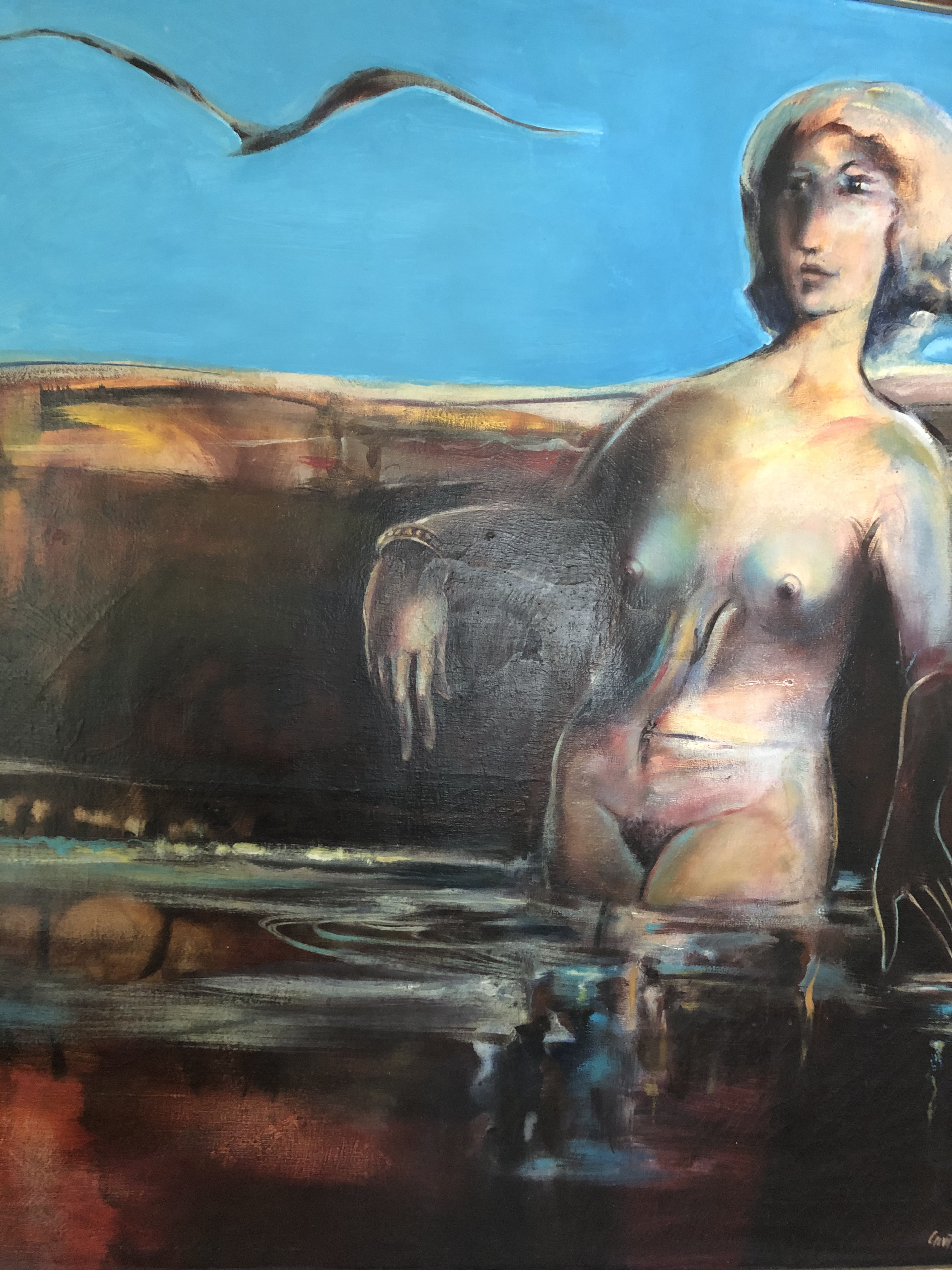
Bañista
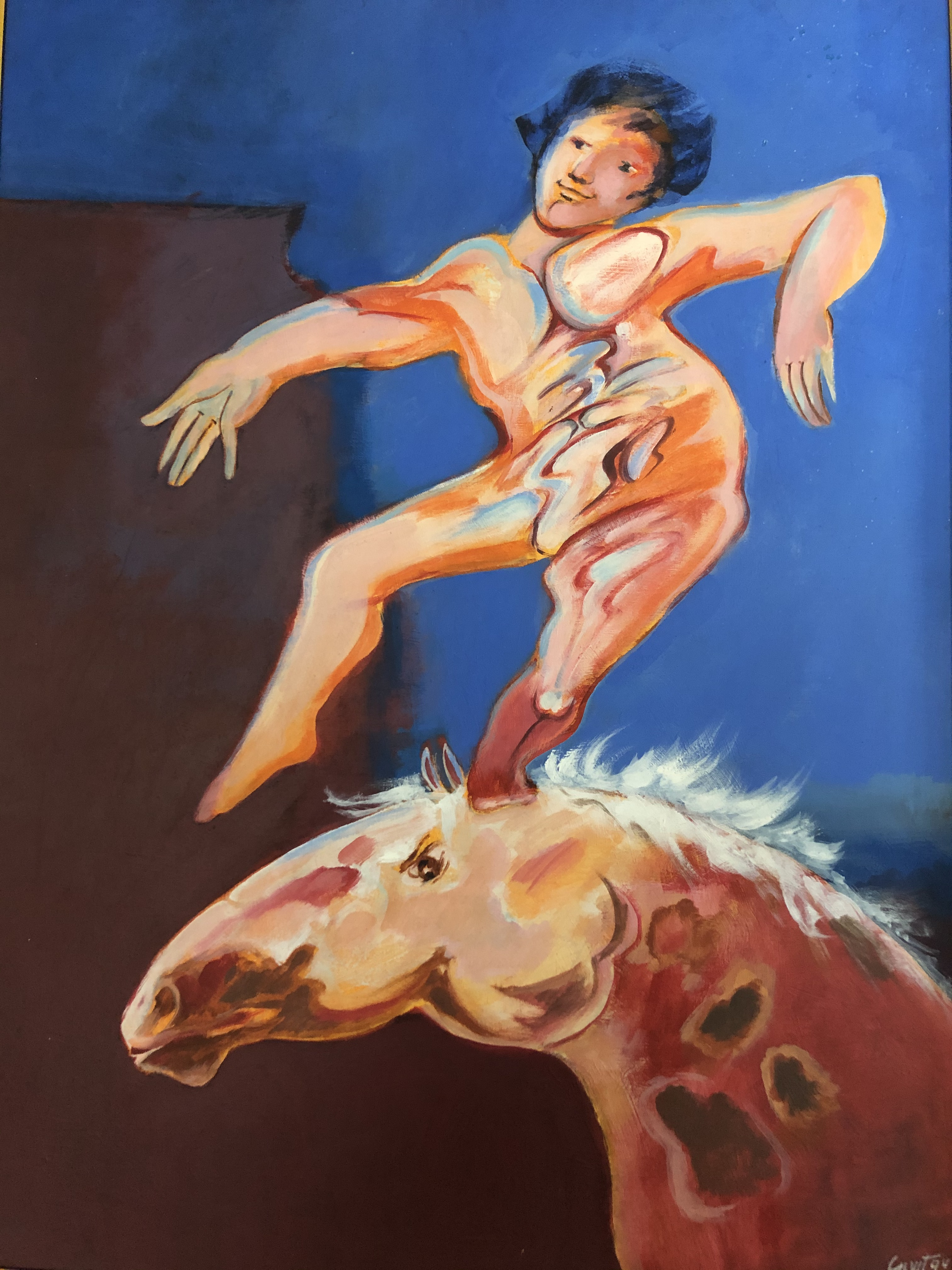
Equilibrista
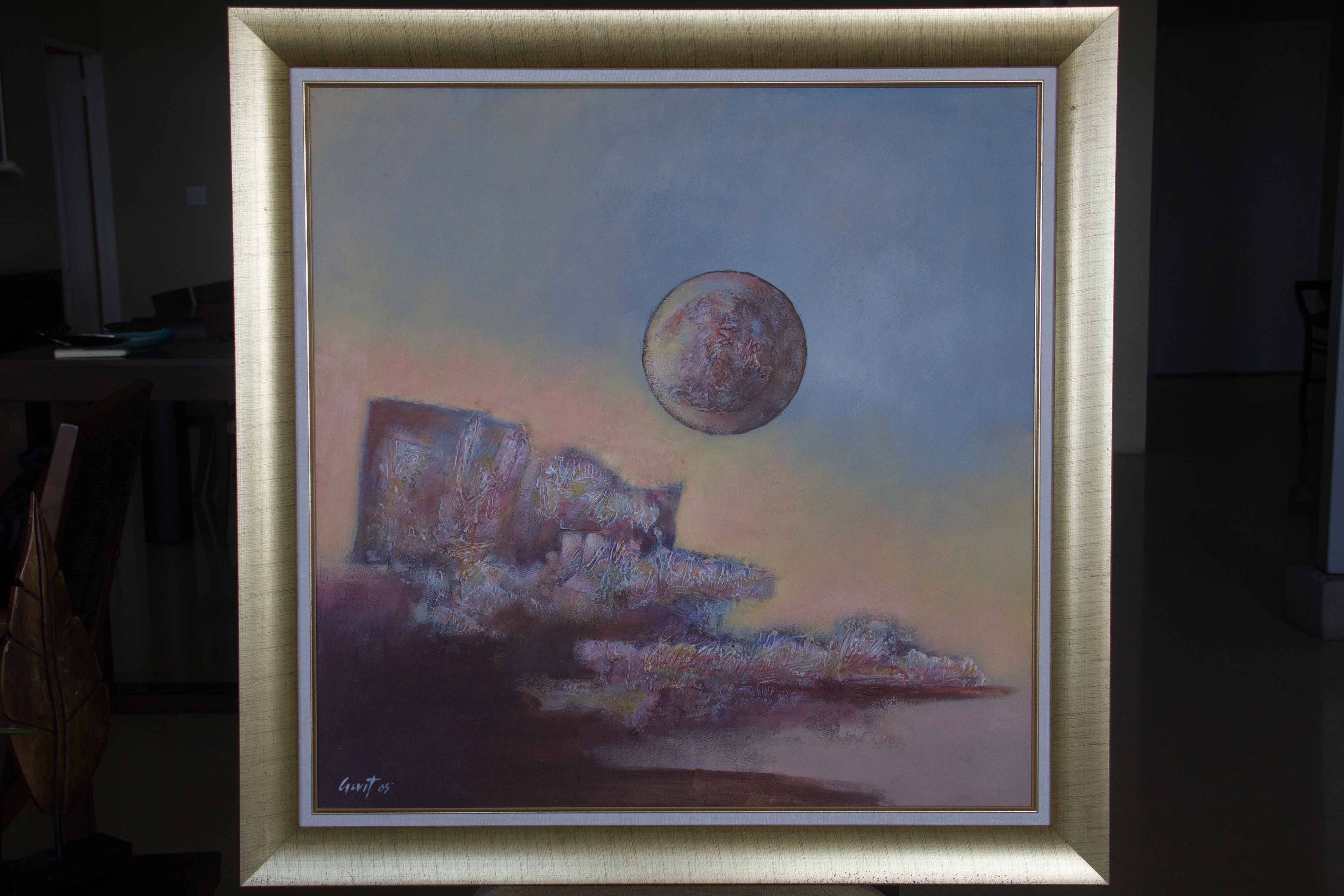
Paisaje con Luna
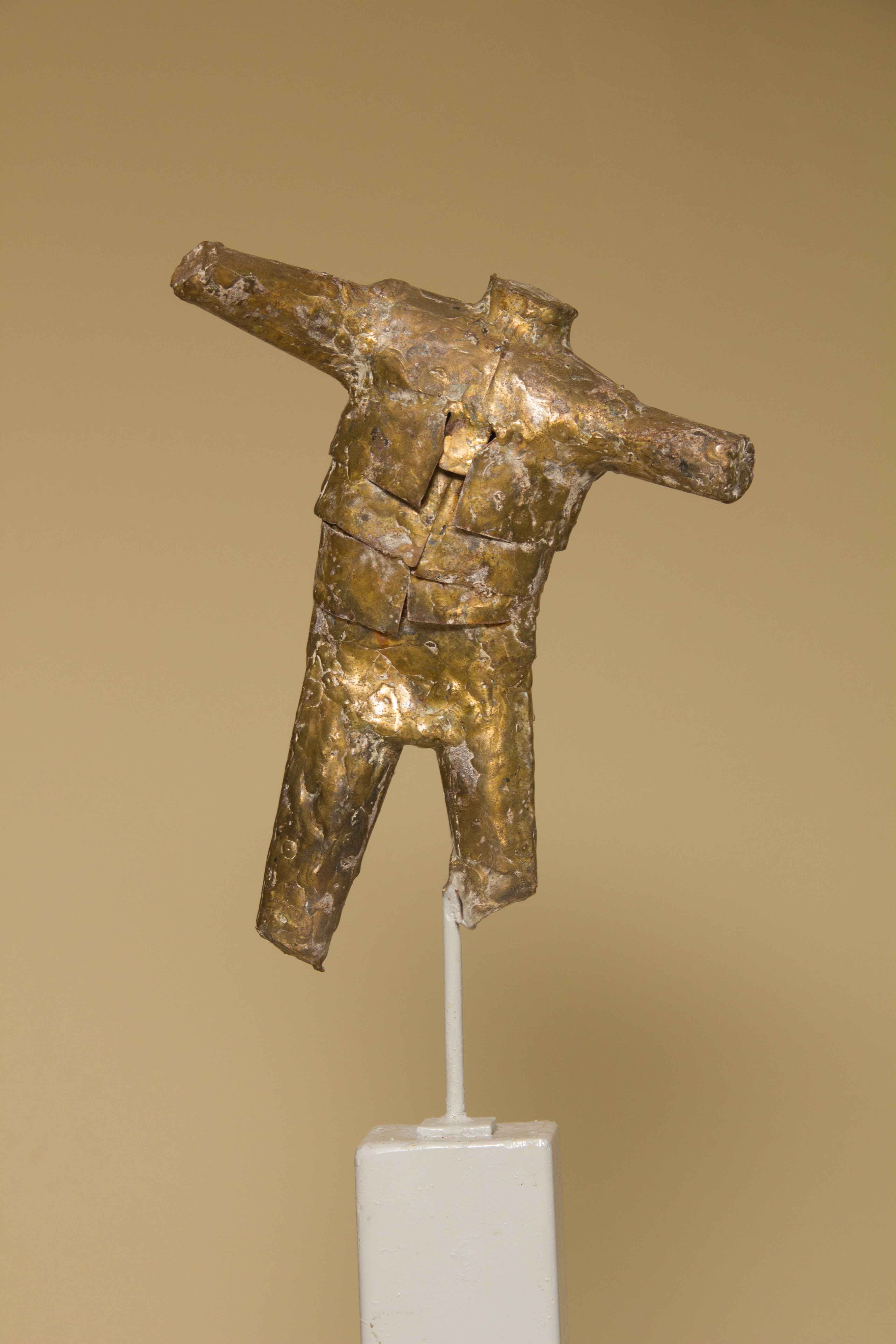
Torse
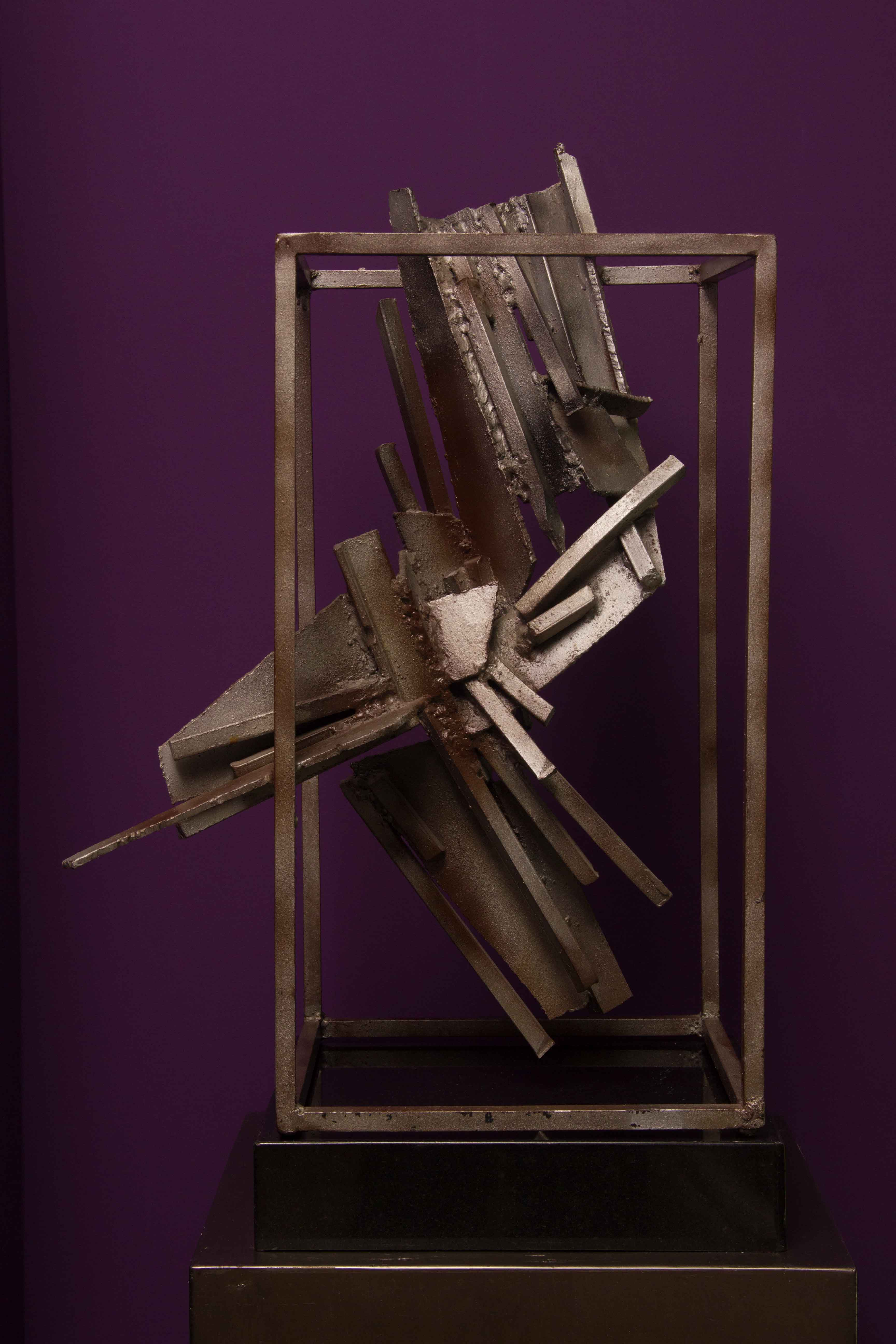
Revuelo
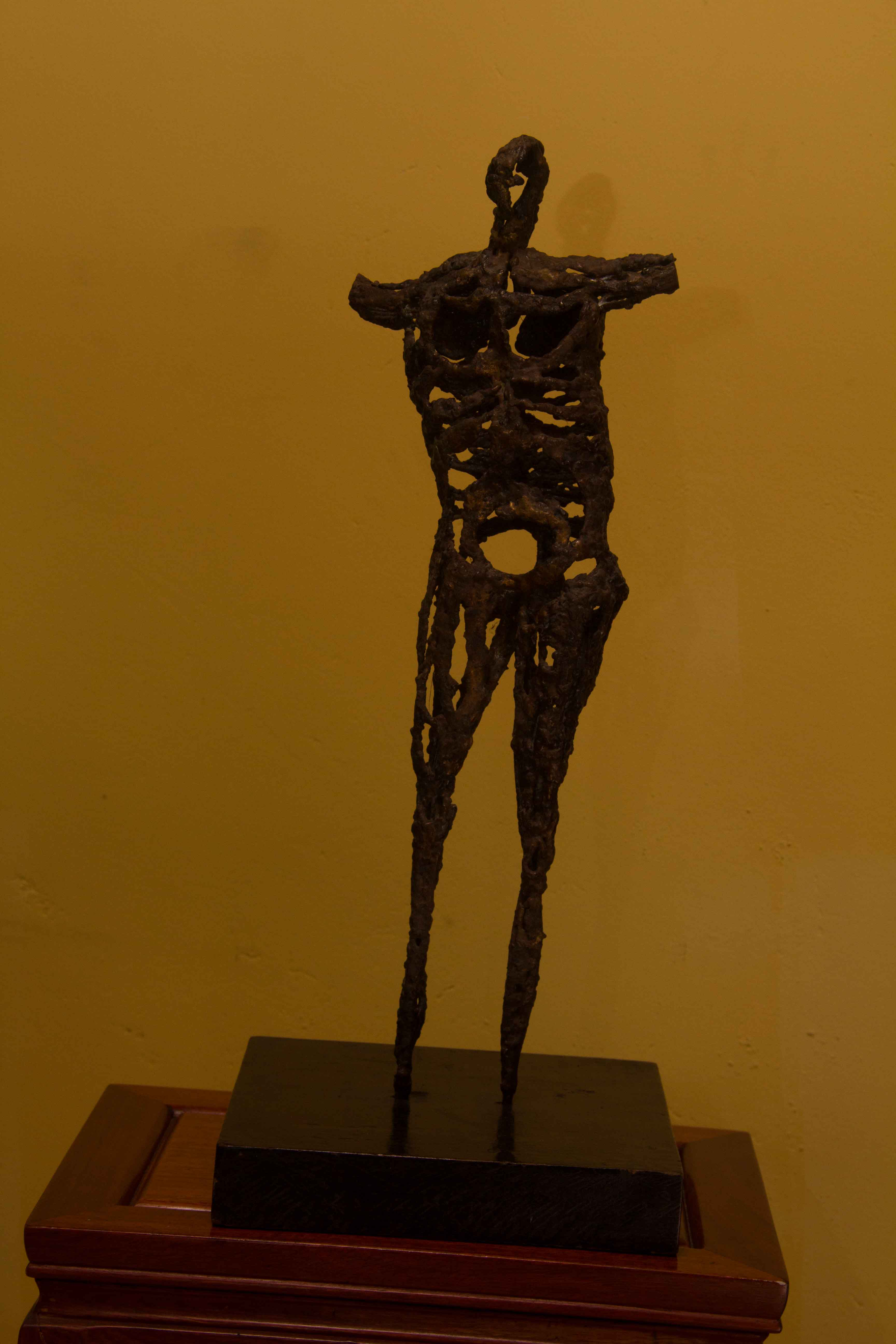
Hombre Transparente
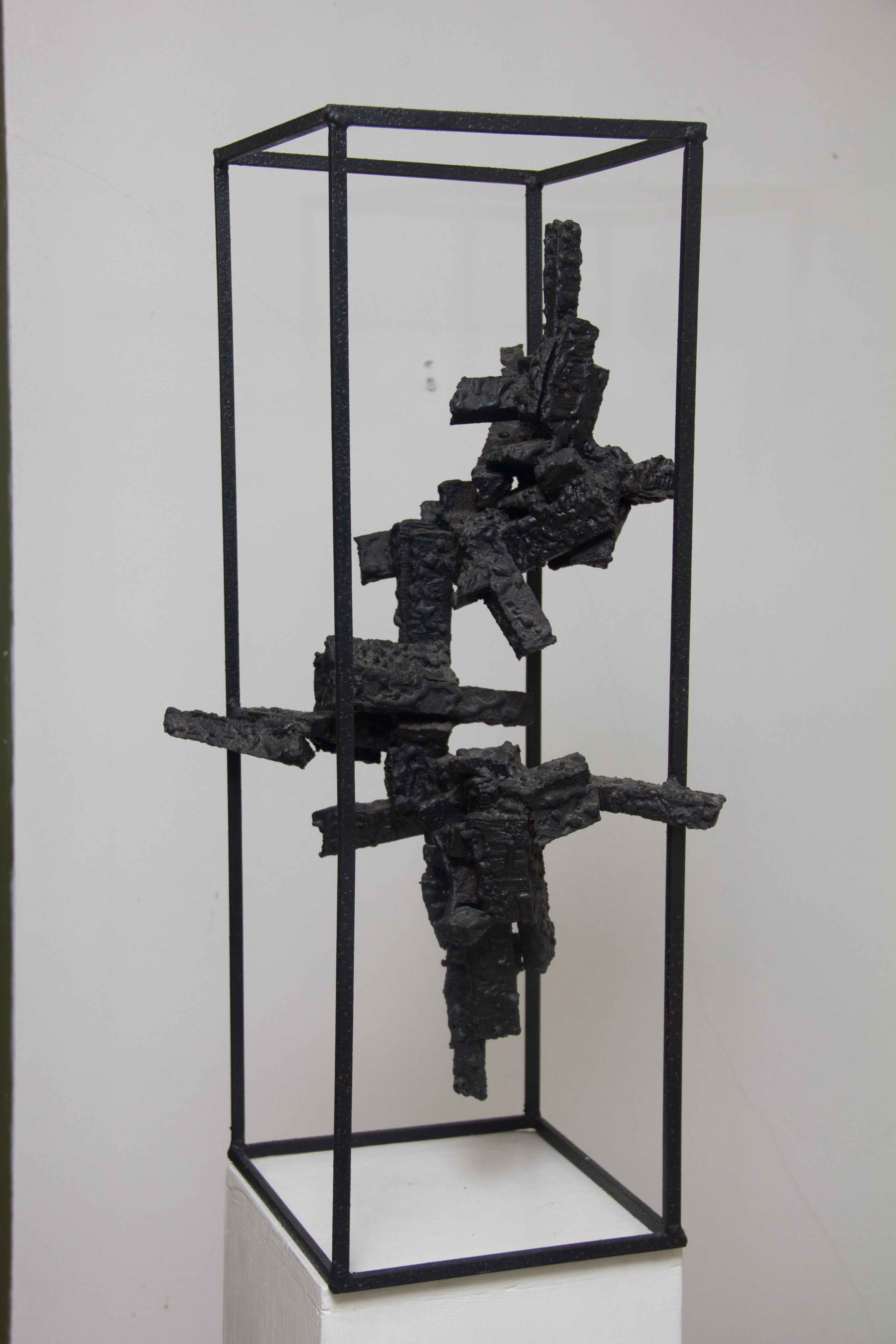
Revoloteo
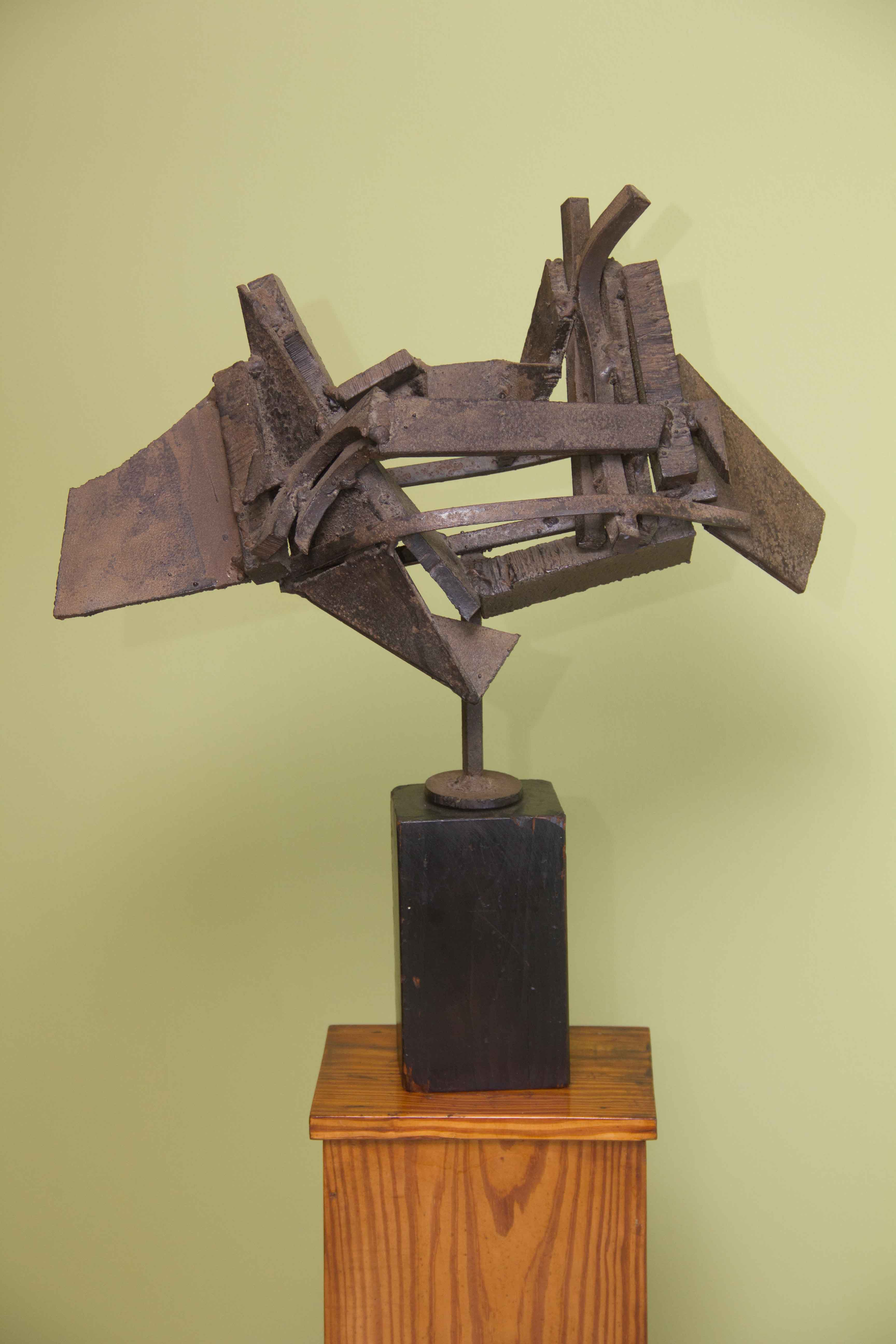
Colibrí
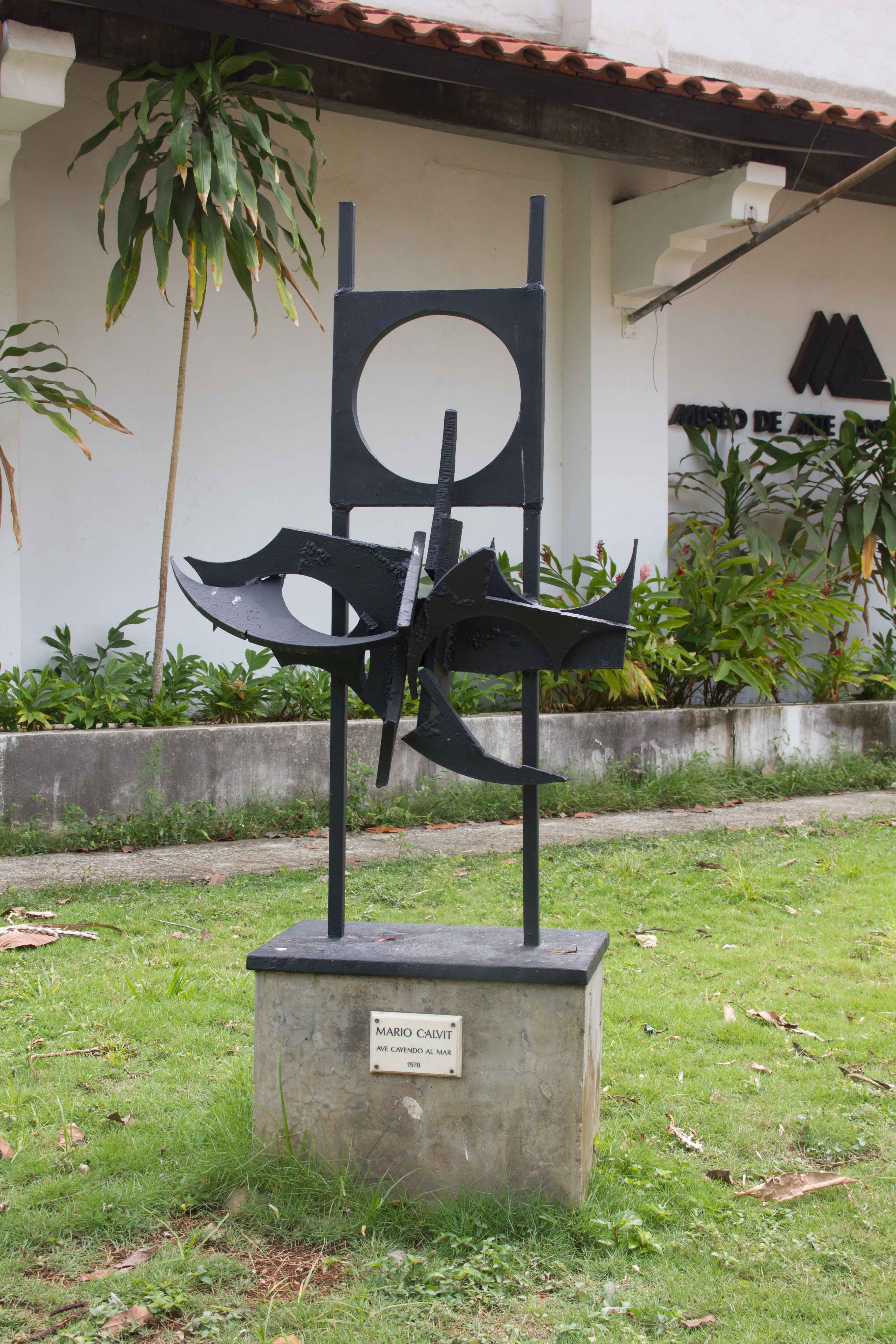
Ave Cayendo al Mar
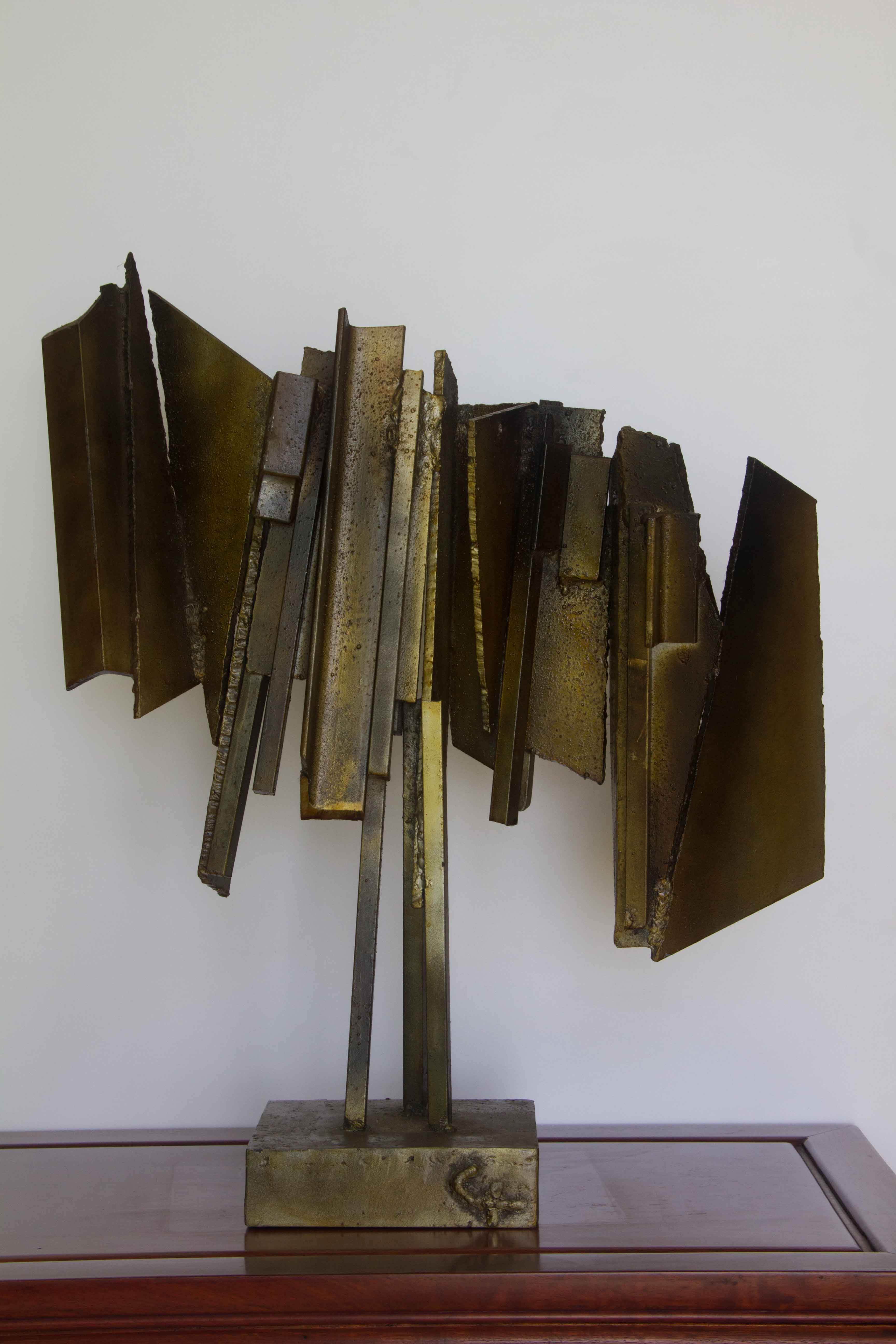
Estructura Aérea
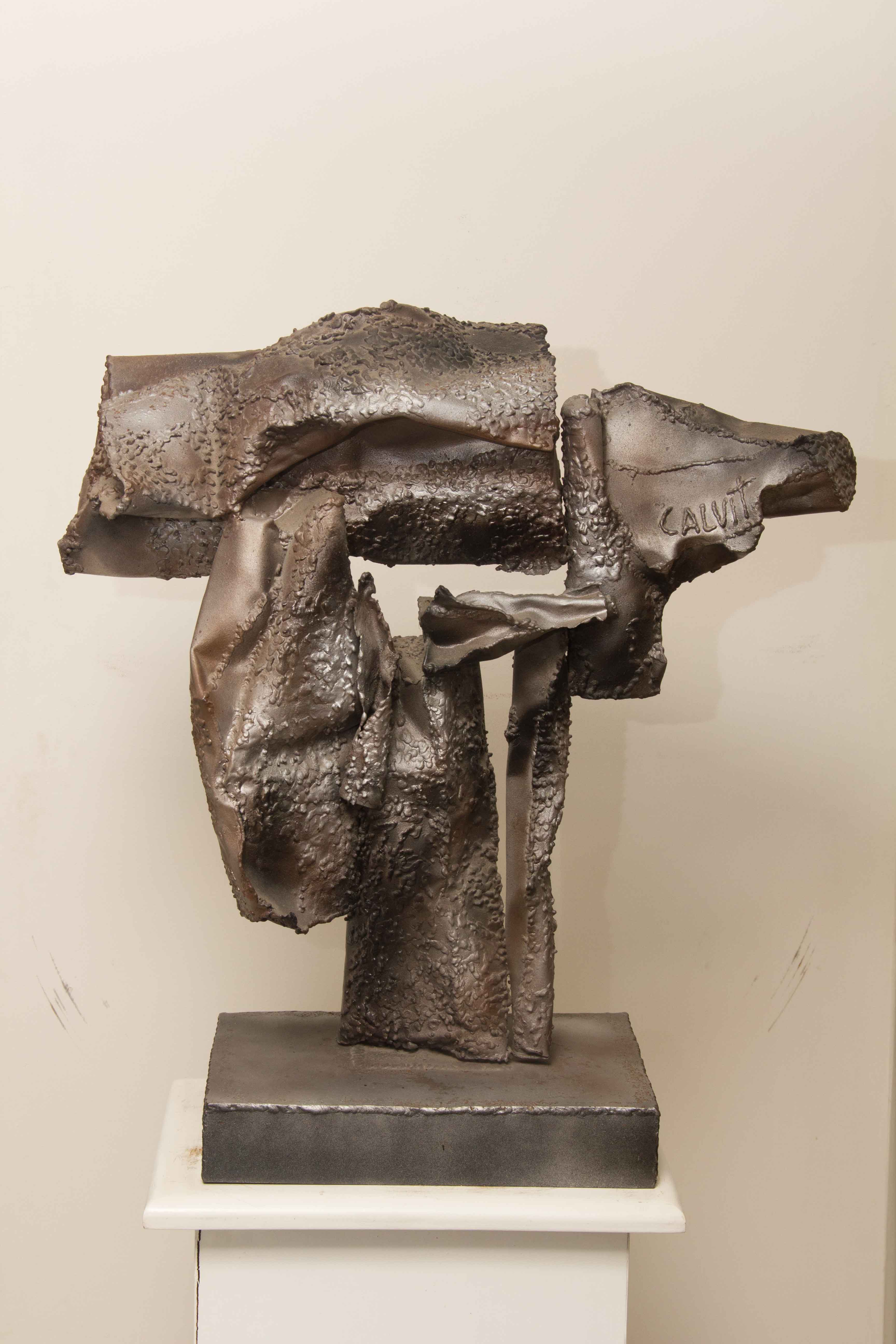
Construcción

## Serigrafías
- “Como te Miro” Taller Prográfico, Cali, Colombia.
- “Mujer Paisaje” Museo de Arte Contemporáneo.
- Serigrafía “La Mulata Matilde”
- Serigrafía Calvit y Ginella Calvit para Galería Imagen, Panamá.
- Serigrafia Edición especial de dos Serigrafías, 1. Lejanía, 2. Jinete, 100 ejemplares cada una.